# Абу Исхак аш-Шатиби
Абу́ Исха́к Ибра́хим ибн Му́са аш-Шатиби (араб. أبو اسحاق إبراهيم بن موسى الشاطبي‎; ?, Гранада — 1388, Гранада) — выдающийся грамматист, хадисовед, комментатор и законовед маликитского мазхаба.

## Биография
Его полное имя: Абу Исхак Ибрахим ибн Муса ибн Мухаммад аль-Лахми аш-Шатиби аль-Малики аль-Аш‘ари. Дата и место его рождения не известны. Его род относился к известному арабскому племени бану лахм. Нисба аш-Шатиби указывает на испанский город Шатива, откуда родом могли быть его предки. Однако тот факт, что его детство и юность прошли в Гранаде и нет никаких указаний на то, что он уезжал оттуда «в поисках знаний», позволяет предположить, что он был родом оттуда.

## Научное наследие
Аш-Шатиби учился у таких известных учёных своего времени, как Ибн Фаххар аль-Бири, Абу аль-Касим ас-Сабти, Шариф Абу ‘Абдуллах ат-Тильмисани, Абу ‘Абдуллах аль-Макри, Хатиб ибн Марзук, Абу ‘Абдуллах аль-Баланси. В свою очередь его учениками были Абу Яхья ибн ‘Асим, Абу Бакр ибн ‘Асим, Абу аль-‘Аббас, ‘Абдуллах аль-Хуффаз и многие другие.
Аш-Шатиби считается признанным авторитетом в арабской грамматике и разных областях мусульманского богословия, включая хадисоведение и право. Его четырёхтомный трактат Шарх джалиль ‘аля хуляса фи-н-нахв считается одним из важнейших сочинений по вопросам арабской грамматики. В своих трудах по мусульманскому праву аш-Шатиби подчёркивает необходимость увязывать религиозно-правовые положения с духом шариата и выявлять общие закономерности в предписаниях, зафиксированных в Коране и сунне.

## Деятельность
В середине XIV века Гранадский эмират превратился в место сосредоточения мусульман, которые бежали сюда со всей Испании. Однако от былого могущества мусульман остались лишь богатства, сосредоточенные в руках местных феодалов. В обществе распространялись социальные пороки, коррупция. Аш-Шатиби относился к той когорте учёных, которые боролись с этими негативными явлениями и призывали людей к благонравию и добродетелям. Особое внимание он уделял борьбе с «нововведениями» (бида), которые были привнесены в религию, что делало его непопулярным среди современников. В своих сочинениях он не раз указывает на отчуждение, которое испытывал в родном городе.

## Труды
К числу самых известных сочинений аш-Шатиби относятся:
- Шарх джалиль ‘аля хуляса фи-н-нахв — фундаментальное исследование вопросов арабской грамматики;
- аль-Мувафакат фи усуль аль-фикх — одно из ранних сочинений о целях шариата, выделяющееся на фоне других трактатов по методологии мусульманского права;
- аль-И‘тисам — одно из лучших ранних сочинений по проблеме ересей в исламе; автор даёт определение ереси и правоверия, излагает причины разногласий между суннитами и последователями других течений;
- аль-Ифадат ва-ль-иншадат — сборник коротких рассказов и притч о благонравии и добродетелях;
- аль-Маджалис — комментарий к хадисам о нормах коммерческих взаимоотношений, собранных имамом аль-Бухари в его «Сахихе»;
- Усуль ан-нахв — труд по основам грамматики арабского языка;
- аль-Иттифак фи ‘ильм аль-иштикак — труд по арабской морфологии.

## Примечание
1. 1 2  Deutsche Nationalbibliothek Record #118997602 // Gemeinsame Normdatei (нем.) — 2012—2016.
2. ↑  Al-Satibi // Diccionario biográfico español (исп.) — Real Academia de la Historia, 2011.
3. ↑  Ibrāhīm ibn Mūsā al-Šāṭibī // AlKindi (онлайн-каталог Доминиканского института востоковедения)
4. ↑  İslam Alimleri Ansiklopedisi. Türkiye Gazetesi Yayınları. İstanbul, 1984. Т. 11. С. 43-52
5. ↑  Предисловие Мухаммада Абу аль-Аджфана к книге Абу Исхака аш-Шатиби аль-Ифадат ва-ль-иншадат Бейрут: Муассаса ар-рисаля, 1983. С. 28.
6. ↑  аш-Шатиби аль-И‘тисам. Египет: аль-Мактаба ат-тиджария аль-кубра. Т. 1. С. 9.
7. ↑  Кахаля, ‘Умар Му‘джам аль-му’аллифин. Т. 1. С. 118.